# Adriana Cardoso de Castro
Adriana Cardoso de Castro (Fortaleza, 29 de outubro de 1990) é uma handebolista brasileira que atualmente joga pelo ŽRK Budućnost Podgorica e pela seleção brasileira.

## Biografia
Adriana de Cardoso, conhecida carinhosamente como 'Doce', é uma ponta-direita de destaque no handebol feminino brasileiro. Natural de Fortaleza, sua jornada esportiva começou em Maringá, no Paraná, aos 11 anos. Com habilidades notáveis, ela logo chamou a atenção de equipes pelo Brasil, destacando-se no Concórdia e Caxias-RS antes de partir para o cenário europeu.
Sua passagem pelo Handers HK, na Dinamarca, rendeu o primeiro título da Liga Dinamarquesa, contribuindo para que a equipe fizesse história ao vencer o Viborg HK, poderoso adversário nacional. Após uma breve temporada na Dinamarca, Adriana se mudou para San Sebastián, Espanha, onde se tornou uma peça fundamental no Bera Bera, conquistando dois títulos nacionais e a Copa da Rainha.
O retorno triunfal ao Bera Bera após passagem pela Bundesliga alemã consolidou ainda mais sua posição como destaque na equipe. Sua atuação ofensiva rendeu não apenas títulos para o clube espanhol, mas também mais presenças na seleção brasileira, culminando em participações importantes, como nos Jogos Pan-Americanos de Lima, onde foi essencial na vitória do Brasil, e no Mundial do Japão, destacando-se com 21 gols, ficando atrás apenas de Duda Amorim. Sua artilharia também se fez presente nas temporadas seguintes, reforçando seu papel vital tanto no Bera Bera quanto na seleção nacional, indicando um grande potencial para sua estreia olímpica em Tóquio 2020.

## Conquistas
Liga Dinamarquesa:
- Vencedora: 2011/12

Divisão Espanhola de Honra Feminina:
- Vencedora: 2012/13, 2013/14, 2017/18, 2019/20, 2020/21.[3]

Copa da Rainha de Balonmano:
- Vencedora: 2012/13, 2013/14, 2018/19.
- Vice-campeã: 2017/18[4]

Copa Intersport 2019: artilheira